# Abelisauridae
Die Abelisauridae sind eine Gruppe theropoder Dinosaurier innerhalb der Ceratosauria. Es handelte sich um mittelgroße bis große, zweibeinige Fleischfresser, die durch im Verhältnis kurze Arme und einen kurzen und hohen, stark ornamentierten Schädel gekennzeichnet waren.
Fossilien stammen aus der Unter- und Oberkreide (Aptium bis Maastrichtium) von Afrika, Madagaskar, Südamerika und Indien.

## Merkmale

### Schädel
Der Schädel war insgesamt robust gebaut, wobei verschiedene Schädelknochen verstärkt miteinander verschmolzen waren, wie das paarige Nasenbein (Nasale) und das paarige Stirnbein (Frontale). Der Schädel war proportional hoch und kurz. Dieses Merkmal war bei Carnotaurus extrem ausgebildet, wo der Schädel fast ebenso hoch wie lang war. Das Zwischenkieferbein (Prämaxillare), ein vor dem Oberkiefer (Maxillare) gelegener Knochen, war verhältnismäßig hoch, wodurch die Schnauze von der Seite betrachtet stumpf erscheint. Auch von oben betrachtet war die Schnauze relativ breit und gerundet, und nicht spitz zulaufend wie bei vielen anderen Theropoden.
Die Oberfläche des Gesichtsschädels war mit zahlreichen Gruben und Vorsprüngen stark ornamentiert, was darauf hinweist, dass das Integument hornig war. Über der Augenhöhle (Orbita) befand sich ein verdickter Brauenwulst, der durch das Tränenbein (Lacrimale) und das Postorbitale gebildet wird. Verschiedene Gattungen zeigen von der Schädeldecke ausgehende Hörner oder Fortsätze: So weisen Rajasaurus und Majungasaurus ein einzelnes, niedriges Horn auf, das vom Nasenbein und vom Stirnbein gebildet wird und an die Schädelkuppeln der Pachycephalosauria erinnert. Aucasaurus hingegen zeigt ein Paar kleine Vorsprünge, die vom Stirnbein ausgehen, während bei Carnotaurus ein Paar sehr großer Stirnhörner ausgebildet ist.
Wie bei anderen Theropoden wies der Schädel mehrere Schädelfenster auf. Das Infratemporalfenster, das sich hinter den Augenhöhlen (Orbita) befindet, war wie bei anderen Vertretern der Ceratosauria groß – häufig war dieses Schädelfenster doppelt so groß wie die Augenhöhle. Der Unterkiefer ist durch ein großes Mandibularfenster gekennzeichnet, das von dem Dentale, dem vorderen und zahntragenden Teil des Unterkiefers, sowie von den hinteren Kieferknochen gebildet wird. Dieses vergrößerte Schädelfenster ging mit einer Reduktion der Kontaktstellen zwischen Dentale und den hinteren Kieferknochen einher und führte vermutlich zu einer vergrößerten Beweglichkeit der Knochen des Unterkiefers zueinander. Die Augenhöhlen erscheinen tränenförmig, während das Antorbitalfenster, das zwischen Augenhöhle und Nasenöffnung befindliche Schädelfenster, verkürzt war.
Die Zähne waren verhältnismäßig klein, seitlich abgeflacht und zeigen gesägte Schneidekanten. Während das paarige Zwischenkieferbein bei allen Abelisauriden auf jeder Seite vier Zähne aufweist, variiert die Anzahl der Zähne im Oberkiefer von 12 bei Carnotaurus bis 19 bei Rugops.

### Postcranialskelett
Der Hals war robust gebaut. Die Halsrippen wiesen stabartige, nach hinten gerichtete Fortsätze auf, die – in Kombination mit einem vergrößerten Hinterhauptbein (Occiput) an der Schädelrückseite – als Ansatzfläche für eine vergleichsmäßig kräftige Halsmuskulatur dienten. Die Schwanzwirbel einiger Vertreter der Abelisauridae wiesen eine einzigartige Morphologie auf: So waren die Querfortsätze – seitliche Auswüchse der Wirbel – lang und steil nach oben gerichtet. Damit stand vermutlich Platz für einen vergrößerten Musculus caudofemoralis zur Verfügung – dem Hauptantriebsmuskel der Beine. Die Querfortsätze standen außerdem mit den Querfortsätzen der benachbarten Wirbel in Verbindung, was darauf hinweist, dass der Schwanz unbeweglicher war als bei anderen Theropoden. Hinweise auf diese spezialisierten Schwanzmerkmale finden sich bei südamerikanischen Vertretern der Abelisauride, so bei Carnotaurus, Aucasaurus, Skorpiovenator und Ilokelesia, fehlen jedoch bei Abelisauriden aus Madagaskar und Indien.
Die Arme sind lediglich bei Aucasaurus, Carnotaurus und Majungasaurus überliefert. Bei diesen Gattungen waren die Arme lediglich rudimentär ausgebildet. Der Oberarmknochen misst bei Aucasaurus und Carnotaurus nur etwa 30 % der Länge des Oberschenkelknochens. Der Unterarm wies höchstens ein Drittel der Länge des Oberarms auf und war damit extrem kurz. Der Arm wurde stets gerade gehalten, da das Ellbogengelenk unbeweglich war. Die Mittelhandknochen (Metacarpalia) gelenkten direkt mit dem Unterarm; Handwurzelknochen (Carpalia) fehlten. Die Hand bestand wie bei anderen Vertretern der Ceratosauria aus vier Strahlen, zeigte aber eine für Theropoden äußerst ungewöhnliche Anatomie: So fehlten Fingerknochen am ersten und vierten Strahl – lediglich die beiden mittleren Strahlen zeigen zwei extrem verkürzte Finger. Die für die Reizübertragung verantwortlichen, zu den Armen führenden Nervenfasern waren ähnlich stark reduziert wie bei rezenten Emus und Kiwis, bei denen die Arme funktionslos geworden sind.
Das Becken zeichnete sich durch ein verlängertes Darmbein (Ilium) aus. Bei verschiedenen Vertretern der Abelisauridae gelenkte ein nach hinten gerichteter Knochenast des Darmbeins mit dem Querfortsatz des ersten Schwanzwirbels – ein für Theropoden ungewöhnliches Merkmal. Die Hinterbeine gleichen denen basaler Theropoden wie Ceratosaurus und waren bei den meisten Gattungen proportional kurz und gedrungen. Für gewöhnlich war das Schienbein (Tibia) mit dem Wadenbein (Fibula) und den oberen Fußwurzelknochen (dem Astragalus und dem Calcaneus) zu einem sogenannten Tibiotarsus verschmolzen – der Tibiotarsus war dabei kürzer als der Oberschenkelknochen (Femur).

## Systematik

### Äußere Systematik und Definitionen
Die Abelisauridae wird zu den Ceratosauria gezählt, einer Gruppe, die sich bereits früh von der zu den Vögeln führenden Abstammungslinie abgespalten hat und somit innerhalb der Theropoden eine basale (ursprüngliche) Position einnimmt. Die Abelisauridae sind die am stärksten abgeleitete (fortgeschrittene) Gruppe der Ceratosauria. Innerhalb der Ceratosauria bildet die Abelisauridae die Schwestergruppe der Noasauridae – diese beiden Gruppen sowie verschiedene basale Vertreter werden in der Gruppe Abelisauroidea zusammengefasst.
Für die Abelisauridae existieren verschiedene phylogenetische Definitionen. Anfangs wurde diese Gruppe als knotenbasiertes Taxon (node based definition) definiert: So umfasst dieses Taxon beispielsweise laut Sereno (1998) den letzten gemeinsamen Vorfahren von Abelisaurus und Carnotaurus sowie alle Nachfahren dieses Vorfahren. Diese Definition schließt allerdings Vertreter wie den erst 2004 beschriebenen Rugops, die als basaler als Abelisaurus eingestuft werden, aus der Abelisauridae aus. Wilson und Kollegen (2003) veröffentlichten daher eine neue, stammlinienbasierte Definition (stem based definition): Nach dieser Definition schließen die Abelisauridae alle Taxa mit ein, die näher mit Carnotaurus sastrei als mit Noasaurus leali (einem Vertreter der Noasauridae) verwandt waren.
Die Definition dieser Gruppe durch gemeinsam abgeleitete Merkmale (Synapomorphien) – Merkmale, anhand derer sich dieses Taxon von allen verwandten Taxa unterscheidet – gestaltet sich schwierig. So sind die meisten Vertreter lediglich durch sehr fragmentarische Skelettfunde bekannt, und es ist unklar, ob bestimmte Merkmale wirklich auf die Abelisauridae beschränkt waren, ober bereits bei basaleren, außerhalb dieser Gruppe stehenden Formen auftauchten. Vermutliche Synapomorphien finden sich vor allem an den Schädelknochen und schließen beispielsweise das kurze und tiefe Zwischenkieferbein, das dicke paarige Stirnbein und die reduzierten Kontakte zwischen den Knochen des Unterkiefers mit ein.

### Innere Systematik
Über die Verwandtschaftsbeziehungen innerhalb der Abelisauridae besteht zurzeit kein Konsens. In den meisten phylogenetischen Analysen wird jedoch Abelisaurus als ein basaler Vertreter der Gruppe betrachtet, während Carnotaurus eine abgeleitete Position einnimmt. Um die abgeleiteten Vertreter der Abelisauridae zusammenzufassen, wird häufig die Gruppe Carnotaurinae verwendet, die alle Abelisauriden einschließt, die näher mit Carnotaurus als mit Abelisaurus verwandt sind. Carrano und Sampson (2008) kommen allerdings zu dem Ergebnis, dass Abelisaurus kein basaler, sondern ein abgeleiteter Vertreter der Abelisauridae war.
Juan Canale und Kollegen (2009) schlagen eine neue Gruppe innerhalb der Carnotaurinae vor, die Brachyrostra. Diese Gruppe soll alle Carnotaurinen zusammenfassen, die eine proportional sehr kurze Schnauze aufweisen (Carnotaurus, Aucasaurus, Ilokelesia, Skorpiovenator und Ekrixinatosaurus) und schließt Majungasaurus als basalen Vertreter aus, welcher eine proportional längere Schnauze zeigt. Andere Forscher sehen Majungasaurus jedoch als den nächsten Verwandten von Carnotaurus und damit als einen sehr abgeleiteten Vertreter.

## Zeitliche Verbreitung und Paläobiogeographie
Bisherige Funde sind auf die Kreidezeit beschränkt – den ältesten Fund bildet Kryptops aus der späten Unterkreide (Aptium) Afrikas. Simone Maganuco und Kollegen (2004) beschreiben jedoch Zähne aus dem Mitteljura Madagaskars, die laut diesen Forschern möglicherweise der Abelisauridae zuzuschreiben sind. Die letzten bekannten Vertreter der Abelisauridae stammen aus der spätesten Oberkreide (Maastrichtium) von Indien, Madagaskar und Marokko, hier mit Chenanisaurus aus dem Ouled-Abdoun-Becken, und starben erst am Kreide-Paläogen-Massenaussterben zusammen mit allen anderen Nicht-Vogel-Dinosauriern aus.
Geographisch sind unzweifelhafte Funde auf Südamerika, Indien, Madagaskar und das kontinentale Afrika beschränkt. Diese Landmassen bildeten einst den südlichen Großkontinent Gondwana, welcher während der Kreidezeit allmählich in seine heutigen Bestandteile zerbrach. Der genaue Ablauf dieses Auseinanderbrechens ist bis heute Gegenstand zahlreicher Debatten, wobei die Abelisauriden – als eine derjenigen Gruppen, welche die Faunen Gondwanas von den Faunen des nördlichen Großkontinents Laurasia unterscheiden – eine wichtige Rolle in den Argumentationsketten der konkurrierenden Hypothesen spielen. Eine verbreitete Hypothese, die sogenannte Afrika-first-Hypothese, geht davon aus, dass sich Afrika bereits während der Unterkreide von den anderen Landmassen Gondwanas vollständig trennte, während letztere noch bis in die Oberkreide hinein durch Landbrücken in Verbindung standen. Als wichtiges Argument zur Unterstützung dieser Hypothese wurde die Verbreitung der Abelisauriden herangezogen, deren Überreste in Indien, Madagaskar und Südamerika häufig gefunden wurden, in Afrika jedoch lange Zeit fehlten, was darauf hinwies, dass sich die Abelisauridae erst nach der Trennung Afrikas vom übrigen Gondwana herausgebildet haben. Dieses Argument wurde jüngst in Zweifel gezogen, da mit Rugops ein Abelisauride im kontinentalen Afrika entdeckt wurde und da besonders alte Funde aus Südamerika auftauchten, die auf eine Zeit datiert werden, als Afrika noch nicht separiert war. Unterstützer der Hypothese bemerken allerdings, dass Rugops ein sehr basaler Vertreter der Abelisauridae war, und dass die für das restliche Gondwana typischen abgeleiteten Vertreter der Gruppe weiterhin fehlen.

## Forschungsgeschichte
1985 beschrieben José Fernando Bonaparte und Fernando Novas einen in Argentinien entdeckten Schädel als Abelisaurus. Da sich Abelisaurus signifikant von allen anderen damals bekannten Theropoden unterschied, stellten diese Forscher eine neue Gruppe auf, die Abelisauridae, die anfangs Abelisaurus als einzige Gattung enthielt. Die Namen Abelisaurus und Abelisauridae ehren Roberto Abel, dem Direktor des Museo de Cipolleti und Entdecker des Schädels. Die Abelisauridae wurde anfangs innerhalb der Carnosauria klassifiziert, einer Gruppe, der damals nahezu sämtliche Großtheropoden zugeschrieben wurden. Erst Anfang der 90er Jahre konnte sich die heutige Klassifikation innerhalb der Ceratosauria etablieren.
Kurze Zeit nach der Beschreibung der Gruppe wurden weitere Vertreter entdeckt. So beschrieb Bonaparte noch im selben Jahr (1985) die neue Gattung Carnotaurus als zweiten bekannten Vertreter dieser Gruppe. Carnotaurus basiert auf einem gut erhaltenen, nahezu vollständigen Skelett, das ebenfalls in Argentinien entdeckt wurde. Martinez und Kollegen beschrieben ein Jahr später einen weit fragmentarischeren, ebenfalls aus Argentinien stammenden Fund als Xenotarsosaurus. In einer ebenfalls 1986 veröffentlichten Publikation vermutet Bonaparte, dass es sich bei dem in Indien entdeckten Indosuchus ebenfalls um einen Abelisauriden handeln könnte. Obwohl nur durch zwei Hirnschädel bekannt, wies dieser Fund darauf hin, dass die Abelisauridae nicht auf Südamerika beschränkt waren.
Bis heute wurden zahlreiche weitere Vertreter der Abelisauridae beschrieben. Obwohl ein Großteil dieser Gattungen lediglich durch sehr fragmentarische Überreste bekannt ist, konnten jüngst mit Aucasaurus und Skorpiovenator zwei Skelette beschrieben werden, die ähnlich gut erhalten sind wie das des Carnotaurus. Grabungen, die seit 1993 in Madagaskar stattfinden, brachten zahlreiche Skelette des Abelisauriden Majungasaurus zutage – heute gilt diese Gattung als eine der am besten bekannten Theropoden der südlichen Landmassen (Gondwana).